# Power Assets Holdings
Power Assets Holdings Limited — гонконгский инвестиционный холдинг, основные интересы которого сосредоточены в сфере электроэнергетики и коммунального хозяйства; входит в число крупнейших публичных компаний страны и мира. 

## История
Компания была основана в апреле 1976 года. В феврале 2011 года Hongkong Electric Holdings сменила название на Power Assets Holdings. Долгое время компанией руководили миллиардеры Ли Кашин и Каннинг Фок. В 2015 году Power Assets Holdings продала 16,53 % акций в HK Electric Investments катарским инвесторам за 7,68 млрд HKD, сохранив за собой 33,37 % акций компании. В 2024 году Power Assets Holdings заняла 1661-е место в рейтинге Forbes Global 2000.

## Деятельность
Основные активы Power Assets Holdings расположены в Гонконге, материковом Китае, Великобритании, Австралии, Новой Зеландии, Таиланде, Нидерландах, Португалии, США и Канаде. По состоянию на 2023 год под контролем Power Assets Holdings находились 5262 МВт газовой генерации, 3567 МВт генерации на угле и мазуте, 879 МВт генерации из возобновляемых источников и отходов; 114 900 км газопроводов и нефтепроводов; 388 200 км электросетей, обслуживавших 19,79 млн потребителей. Основные продажи пришлись на Австралию (49,4 %) и Великобританию (38,3 %).
- Australian Energy Operations (Австралия, передача электроэнергии) — 50 % акций
- Canadian Power Holdings (Канада, тепловая и ветряная генерация) — 50 % акций
- Wellington Electricity Lines (Новая Зеландия, дистрибуция электроэнергии) — 50 % акций
- Husky Midstream (Канада, транспортировка и хранение нефти) — 48,75 % акций
- Jinwan Power Plant (Китай, тепловая генерация) — 45 % акций
- Dali Wind Farm (Китая, ветряная генерация) — 45 % акций
- Laoting Wind Farm (Китая, ветряная генерация) — 45 % акций
- Northern Gas Networks (Великобритания, дистрибуция газа) — 41,29 % акций
- UK Power Networks Holdings (Великобритания, передача и дистрибуция электроэнергии) — 40 % акций
- Wales & West Utilities (Великобритания, дистрибуция газа) — 36 % акций
- Hongkong Electric Company (Гонконг, генерация, передача и дистрибуция электроэнергии) — 33,37 % акций
- SA Power Networks (Австралия, дистрибуция электроэнергии) — 27,93 % акций
- Powercor Australia (Австралия, дистрибуция электроэнергии) — 27,93 % акций
- CitiPower (Австралия, дистрибуция электроэнергии) — 27,93 % акций
- Australian Gas Networks (Австралия, дистрибуция газа) — 27,5 % акций
- Dutch Enviro Energy (Нидерланды, генерация энергии из отходов) — 27 % акций
- Ratchaburi Power Company (Таиланд, тепловая генерация) — 25 % акций
- Seabank Power (Великобритания, тепловая генерация) — 25 % акций
- CK William (Великобритания, дистрибуция электроэнергии и газа) — 20 % акций
- Multinet Gas (Австралия, дистрибуция газа) — 20 % акций
- Phoenix Energy (Великобритания, дистрибуция газа) — 20 % акций
- Dampier to Bunbury Pipeline (Австралия, передача газа) — 20 % акций
- Energy Developments Limited (Австралия, США и Канада; тепловая, солнечная и ветровая генерация, производство СПГ) — 20 % акций
- United Energy (Австралия, дистрибуция электроэнергии) — 13,2 % акций

## Акционеры
Крупнейшими акционерами Power Assets Holdings являются CK Infrastructure Holdings (36 %), The Vanguard Group (2,38 %), BlackRock (2,36 %), Lazard Asset Management (1,93 %) и Norges Bank Investment Management (1,04 %).